# Анджей Жечицький
Анджей Жечицький гербу Яніна (пол. Andrzej Rzeczycki; ? — перед 8 липня 1608) — польський шляхтич, урядник Королівства Польського, протестант (кальвініст).

## Життєпис
Змолоду був пов'язаний з канцлером Яном Замойським. Посідав Самбірську економію з домену короля.
Посади (уряди): інстигатор коронний, староста ужендувський, люблинський підкоморій.
Дружина — Анна з Опоровських. Діти:
- Єжи — посідач Перемишлян
- Ян
- Анджей
- Марек
- Миколай (загинув під Збровом у 1648 році)
- Станіслав